# Knabe Ignác
Knabe Ignác (Pest, 1824. április 17. – Budapest, 1887. március 15.) magyar építész.

## Élete
Életéről kevés adat ismert. A XIX. század második felében működött, elsősorban Pesten és Budán (a városegyesítés után Budapesten). 1851-től volt tagja az építőmesterek céhének. Főműve a budai izraelita imaház, amelynek tervét mór stílusban készítette. Felesége Ambró Luiza volt, akivel 1857 körül házasodott össze.
1887-ben hunyt el 62 éves korában. A Németvölgyi temetőben helyezték nyugalomra. (A temető ma már nem létezik, felszámolták.)

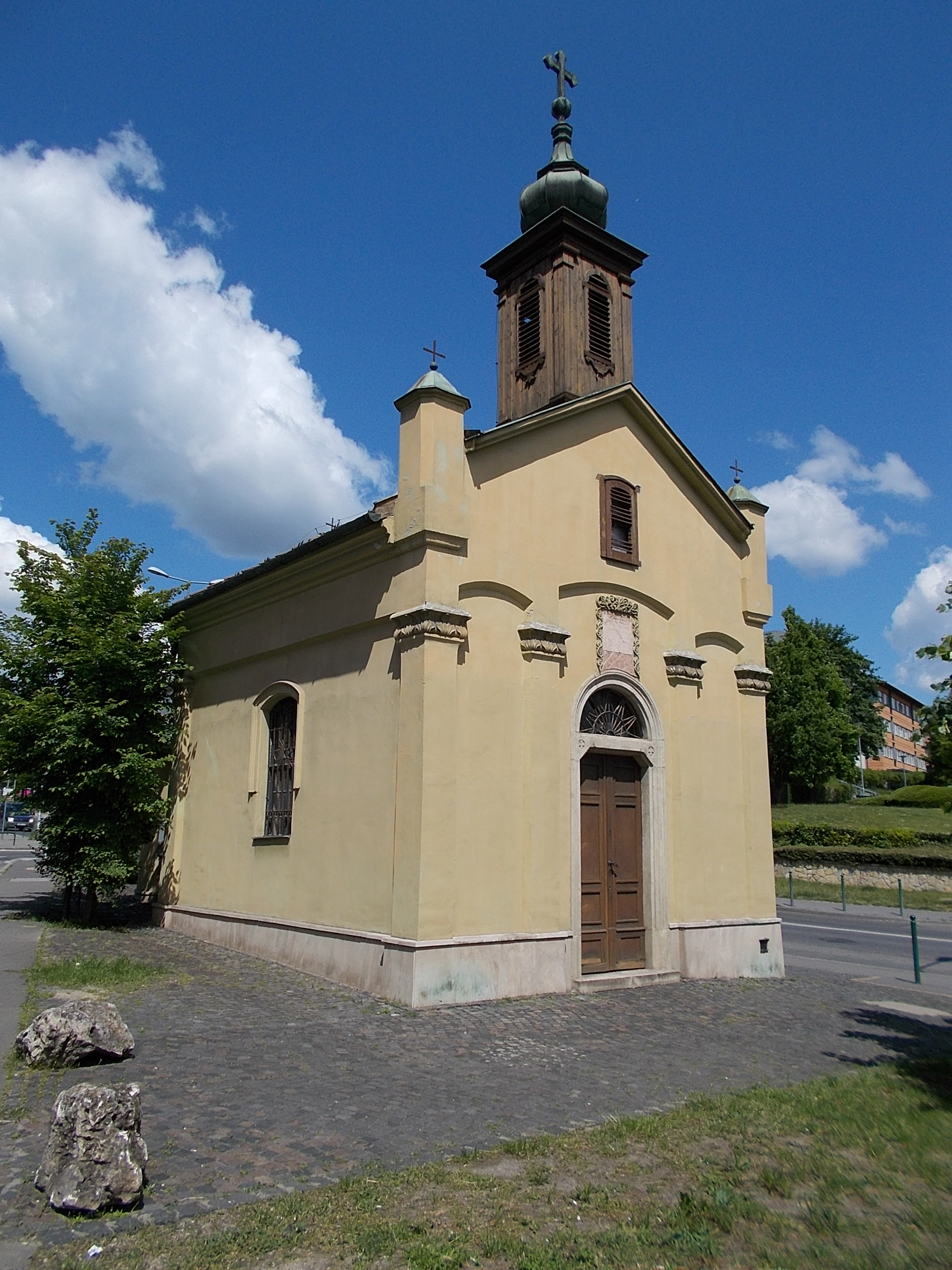
Szépvölgyi úti körmeneti kápolna, Budapest

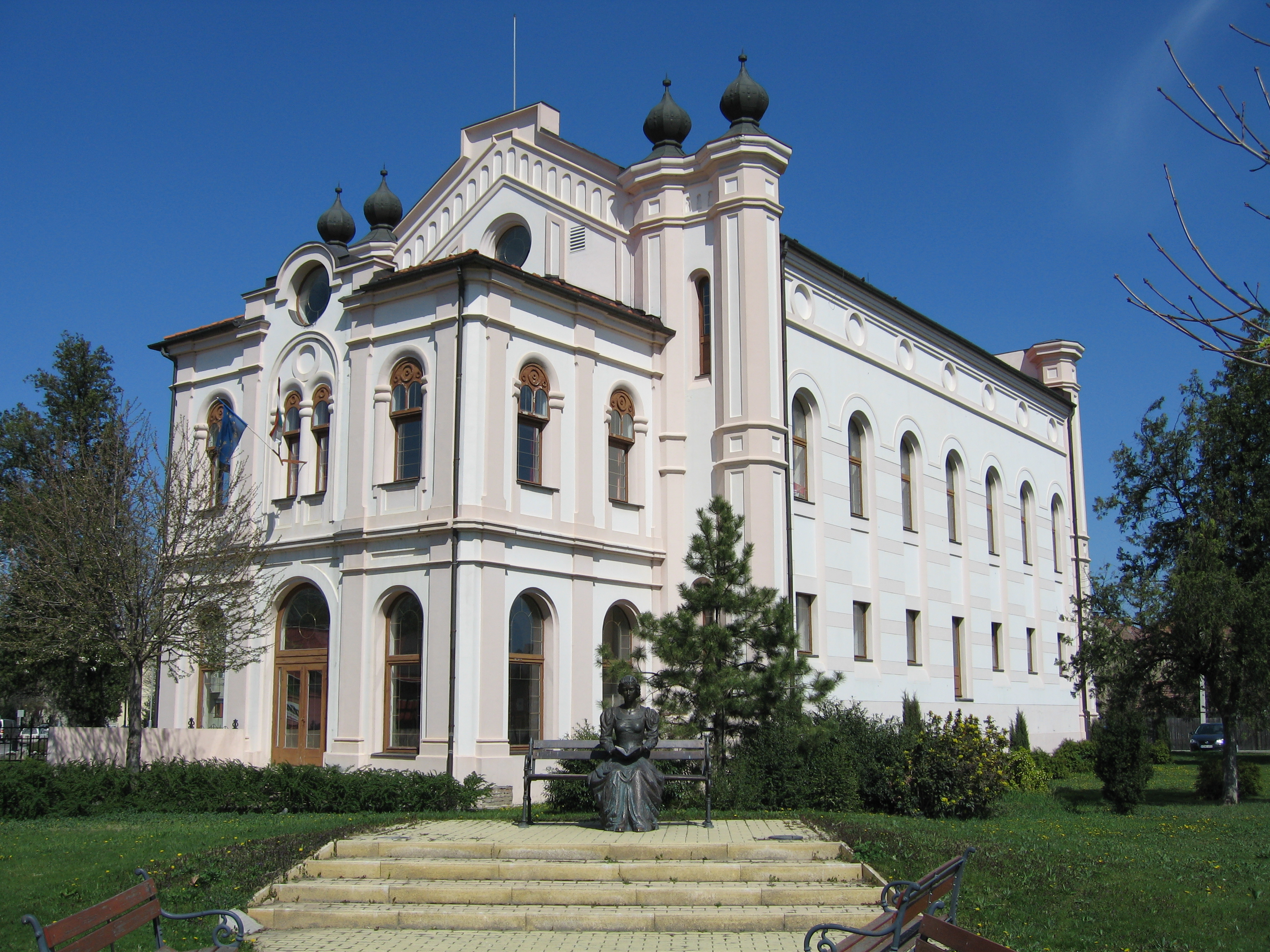
Zsinagóga, Szentes

## Ismert épületei
- 1850-es évek: földszintes épület, Budapest, Krisztina körút 53.[8]
- 1854: Szépvölgyi úti körmeneti kápolna, Budapest, Szépvölgyi út 46.[9]
- 1856: földszintes toldaléklakóház, Budapest, Kis Rókus utca[10]
- 1860-as évek: Téglagyár, Budapest, Marczibányi tér[11]
- 1860-as évek: kazánház kőpapírgyárhoz, Budapest, Budafoki út 13.[12]
- 1860: Magyar Agrár- és Élettudományi Egyetem Budai Campus, „E” épület, Budapest, Villányi út 29-43.[13]
- 1861: földszintes karosszékgyár, Budapest, Budafoki út (?)[14]
- 1864: Blum-féle gőzmalom kéménye, Budapest, Fő utca 37.[15]
- 1865: lakóház, Budapest, Ostrom utca 11.[16]
- 1865: Budai izraelita imaház (Öntőház utcai zsinagóga), Budapest, Öntőház utca 5-7. (a második világháborúban elpusztult)[9][17][18]
- 1867: bérház, Budapest, Erzsébet körút 13. (1890-ben elbontották)[19]
- 1868–1872:  Szentesi zsinagóga (ma: Szentes Városi Könyvtár), Szentes, Kossuth Lajos utca 33-35.[20]
- 1869: földszintes lakóház, Budapest, Városmajor utca 22.[21]
- 1870: lakóház, Budapest, Károly körút 9. (1894/1896 körül elbontották, helyére épült a Hadik-Barkóczy ház)[22]
- 1870: bérház, Budapest, Kertész utca 50. / Király utca 59/a. (1897-ben elbontották, helyére épült a Csillag-bérpalota)[23]
- 1871: lakóház, Budapest, Márvány utca 16.[24]
- 1871: lakóház, Budapest, Bródy Sándor utca 9.[25]
- 1871: bérház, Budapest, Rumbach Sebestyén utca 7. (Vojta Donáttal közös munka)[26]
- 1871: Duna fürdő, Budapest, Árpád fejedelem útja[27]
- 1871–1873: Barber Ágost és Klusemann Károly bérháza, Budapest, Lánchíd utca 2. (elbontották)[28][29]